# Голос у порожнечі
«Голос у порожнечі» (англ. The Voice in the Void) — науково-фантастичне оповідання Кліффорда Сімака. Вперше надруковане навесні 1932 року в журналі «Wonder Stories Quarterly».
«Голос у порожнечі» — перша «святотатська» науково-фантастична історія Сімака, яка ідентифікує його, як одного з перших, хто зачепив цю «делікатну тему».— Сем Московіц (американський письменник, критик, історик наукової фантастики)

## Сюжет
Час: міжпланетне майбутнє. Місце: Марс, Скелясті гори, Чикаго. 
Міжпланетні подорожі добре налагоджені і уряд Землі підтримує дружні стосунки з урядом Марса. Марсіани, які певною мірою гуманоїди, володіють наукою і технологіями на такому ж рівні, як і земляни, є нащадками стародавньої високорозвиненої цивілізації. Релігія займає першорядне місце у марсіанському житті, поруч із загостреним почуттям образи йде нещадність до тих, хто вчиняє злочини щодо їх релігії. Землянам дозволена певна свобода дій на Марсі, проте марсіанський уряд схильний до примхливості  та  непостійності у справах з ними.
Оповідач Роберт Ешбі та Кеннет Сміт тримають глибоку образу на марсіан. Ешбі був висланий з Марса за інтерес до храму, де зберігалась найбільша релігійна святиня марсіан — кістки Келл-Ребіна.  А Сміту, який знайшов багаті запаси радію на Марсі, обмежили права і офіційно депортували з планети.
Деякий час потому, вже на Землі, Сміт відшукав Ешбі і зізнався, що вкрав кістки Келл-Ребіна. Марсіанські священики натрапили на слід  «героїв», але Сміт вбив  їх.  Чоловіки вимушені переховуватись, згодом вони змінили свою зовнішність, а раку з кістками марсіанської святині залишили  у камері схову в Чикаго.
Кеннета викрадають священики. Роберт розуміє, що він зобов'язаний врятувати його, якщо це можливо.
Ешбі знайшов Сміта  на Марсі, але його мозок викрадачі відділили від тіла і помістили у циліндр, при цьому свідомість продовжувала функціонувати.  Марсіанські священики безрезультатно катували чоловіка, сподіваючись вивідати інформацію про кістки Келл-Ребіна. Ешбі вбив їх, забрав циліндр з мозком друга і, прихопивши інший циліндр з мозком марсіанського священнослужителя, подався в пустелю.
Там Роберт та Кеннет знайшли загадкову піраміду. Полонений священик розповів, що всі інші піраміди були знищені, тому, що суперечили марсіанській релігії. Священик мав рацію, у знайденій піраміді були кістки людини з Землі, віком близько мільйона років. Це дало можливість припустити, що велика цивілізація минулого відвідувала Марс, докази цього марсіани заховали в пустелі. До Ешбі приходить розуміння того, що Келл-Ребін — людина, а марсіани, горді і самодостатні, поклоняються людині, яку так зневажають, наче богу. З допомогою багатства, яке знайшлося в піраміді, чоловікам вдалось втекти на Землю.
Через деякий час Ешбі збудував найбільшу і найпотужнішу у Всесвіті радіостанцію, яка невдовзі мала вийти в перший ефір.  Цю подію чекав увесь світ.
Це була б грандіозна помста. Роберт записав історію «марсіанської ганьби» і невдовзі вона мала зазвучати з усіх радіоприймачів. Водночас підкуплений хірург повинен був відділити його мозок від тіла і помістити в циліндр, як і Сміта до часів, поки людство, можливо, знайде спосіб змінити їх стан. Вхід до останнього пристанища «героїв» — залишився таємницею небагатьох, яким за її зберігання добре заплатили.
В ефірі пролунало лише привітання, коли блискавка влучила в радіостанцію і спричинила пожежу. Через три години після відновлення роботи — в ефірі була тиша. Диктора не знайшли.

## Персонажі
1. Роберт Ешбі — історик, займався вивченням марсіанської культури. Особливо цікавився релігією Марса.
2. Кеннет Сміт — науковий дослідник, займався пошуками корисних копалин в марсіанській пустелі. Був депортований з планети, коли знайшов багаті запаси радію[3].
3. Марсіанські священики — священнослужителі Марса, які зберігають і захищають таємницю священної реліквії кісток Келл-Ребіна.